# Teatro Maxi
El Gran Teatro Maxi fue un cine y teatro ubicado en Pola de Laviana en el concejo asturiano del mismo nombre.

## Historia
El teatro es construido en la primera década del siglo XX debido al auge de la industria de la minería y el carbón en la zona. El edificio se construye en estilo racionalista, con detalles ornamentales de estilo art-decó.
El teatro es reinaugurado tras la Guerra Civil en el año 1943 con sala de baile y teatro, camerinos y equipo de proyección sonora.
En 1955 la empresa Maxi es demandada por la común práctica en los cines en aquellos tiempos de vender localidades de más y colocar sillas supletorias además de la mala calidad de las cintas.
Cerró sus puertas en mayo de 1998, siendo la película Titanic con la que cerró.

## Actualidad
A día de hoy el edificio sigue en pie pero en estado ruinoso y abandonado declarado por el ayuntamiento como fuente de insalubridad. El edificio sin embargo se encuentra en el Catálogo de Bienes Inmuebles del Plan General de Ordenación Urbana del municipio y en el Inventario Cultural del Principado
Desde el año 2002 el Ayuntamiento de Laviana ha negociado la compra del inmueble para su protección y transformación en un centro cultural sin llegarse a cerrar ningún acuerdo por el alto coste que tiene su rehabilitación. por su relevancia histórica.